# Težiščni koordinatni čas
Težiščni koordinatni čas (tudi baricentrični koordinatni čas) je lastni čas ure, ki se giblje tako, kot se giblje težišče Osončja, pri tem pa nanjo ne vpliva gravitacijsko podaljšanje časa. To pomeni, da se ura giblje enako kot Osončje, vendar je zunaj gravitacijske luknje celotnega sistema. Težiščni koordinatni čas je časovni standard, ki ga uporabljamo kot neodvisno sprememljivko pri izračunavanju tirnic planetov, asteroidov, kometov in vesoljskih plovil v Sončevem sistemu. Težiščni koordinatni čas je tudi koordinatni čas težišča Osončja ali lastni čas, ki ga bi izmeril opazovalec neskončno daleč glede na Osončje. To je časovna koordinata v koordinatnem sistemu z izhodiščem v težišču Osončja (ki se ne vrti gleda na oddaljene galaksije).Kot osnovna časovna enota se v tem času uporablja sekunda iz mednarodnega sistema enot (SI sekunda). 
Težiščni koordinatni čas je definirala leta 1991 Mednarodna astronomska zveza (IAU) na XXI. generalni skupščini  kot nadomestek za težiščni dinamični čas (TDB). Takrat so določili tudi odnos do zemeljskega časa.
Ker na TCB ne vpliva gravitacijski potencial Osončja, teče TCB hitreje kot ure na površini Zemlje za okoli 490 m s na leto. Zaradi tega se tudi vrednosti fizikalnih konstant, ki so vezane na TCB, razlikujejo od tradicionalnih vrednosti nekaterih fizikalnih konstant.  
Težiščni koordinatni čas se razlikuje od težiščnega dinamičnega časa 
TCB – TDB = L_B x (JD – 2443144,5) x 86400 s
kjer je 
L_B = 1,550505. 10-10 (± 10-14)

Razmerje med težiščnim koordinatnim (TCB) in težiščnim dinamičnim časom (TDB) je 
1 + 1,550519748. 10-8 s .